# Commedia à la Carte
Commedia a la Carte é um grupo português de comédia de improviso, criado a 22 de Novembro de 2000 por César Mourão, Ricardo Peres e Carlos M. Cunha. Contou com Sérgio Mourato como sonoplasta. Actualmente conta com uma banda em palco constituída por Jaume Pradas, Guilherme Marinho e Nuno Oliveira. 

## Viagens
Em Abril de 2013 levaram ao Brasil o seu espetáculo "Wanted" encenado por John Mowat. Improvisaram juntamente com o grupo Barbixas e na Noite de Improviso em São Paulo. Actuaram também no Programa do Jô do qual César Mourão foi convidado.
Na temporada de 2013, excepcionalmente, o brasileiro Marco Gonçalves substituiu Ricardo Peres.
Em 2015 o grupo celebra os seus 15 anos de existência com um espetáculo no Coliseu de Lisboa e outro no Coliseu do Porto.
Em 2018, na gala “Os Melhores do Mundo” contam com o brasileiro, Marco Gonçalves e com o columbiano, Gustavo Miranda, para celebrar os 18 anos do grupo. Terminam a sua tour a 31 de maio, no Altice Arena.